# Тиньоза-Пекена
Тиньо́за-Пеке́на (порт. Tinhosa Pequena) — небольшой необитаемый островок в Гвинейском заливе Атлантического океана. Расположен примерно в двадцати километрах к юго-западу от острова Принсипи, примерно в 2,5 км к северу от соседнего более маленького островка Тиньоза-Гранде, примерно в 110 км северо-восточнее острова Сан-Томе. Входит в состав округа Пагуи (государство Сан-Томе и Принсипи).
Представляет собой сухие пустоши и каменные скалы, поднимающиеся на высоту 40 метров.